# حيز دلوف

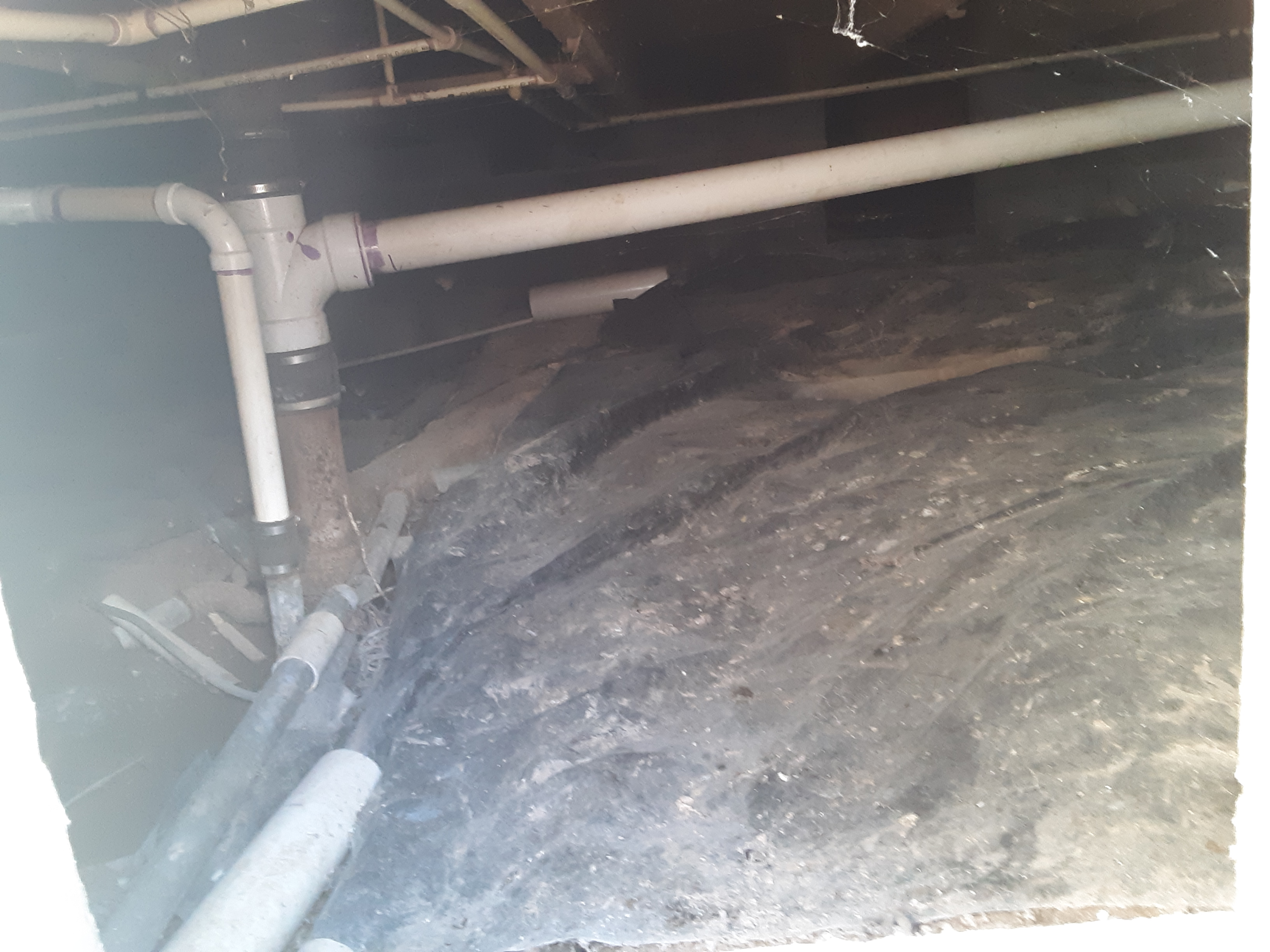
حيز دلوف نموذجية مع حاجز بخار يحافظ على بعض الرطوبة من الدخول من الأرضية الترابية

حَيِّز الدُّلُوف أو مساحة الزحف أو فراغ صحي هي مساحة غير مشغولة وغير مكتملة وضيقة داخل المبنى بين الأرض والطابق الأول (أو الأرضي). سميت بهذا الاسم نظرًا لوجود مساحة كافية فقط للزحف بدلاً من الوقوف؛ أي مساحة تعلو 1 إلى 1.5 متر (3 قدم 3 بوصة إلى 4 قدم 11 بوصة) وتحت الطابق الأرضي يميل إلى عده قبوًا أو سردابًا.

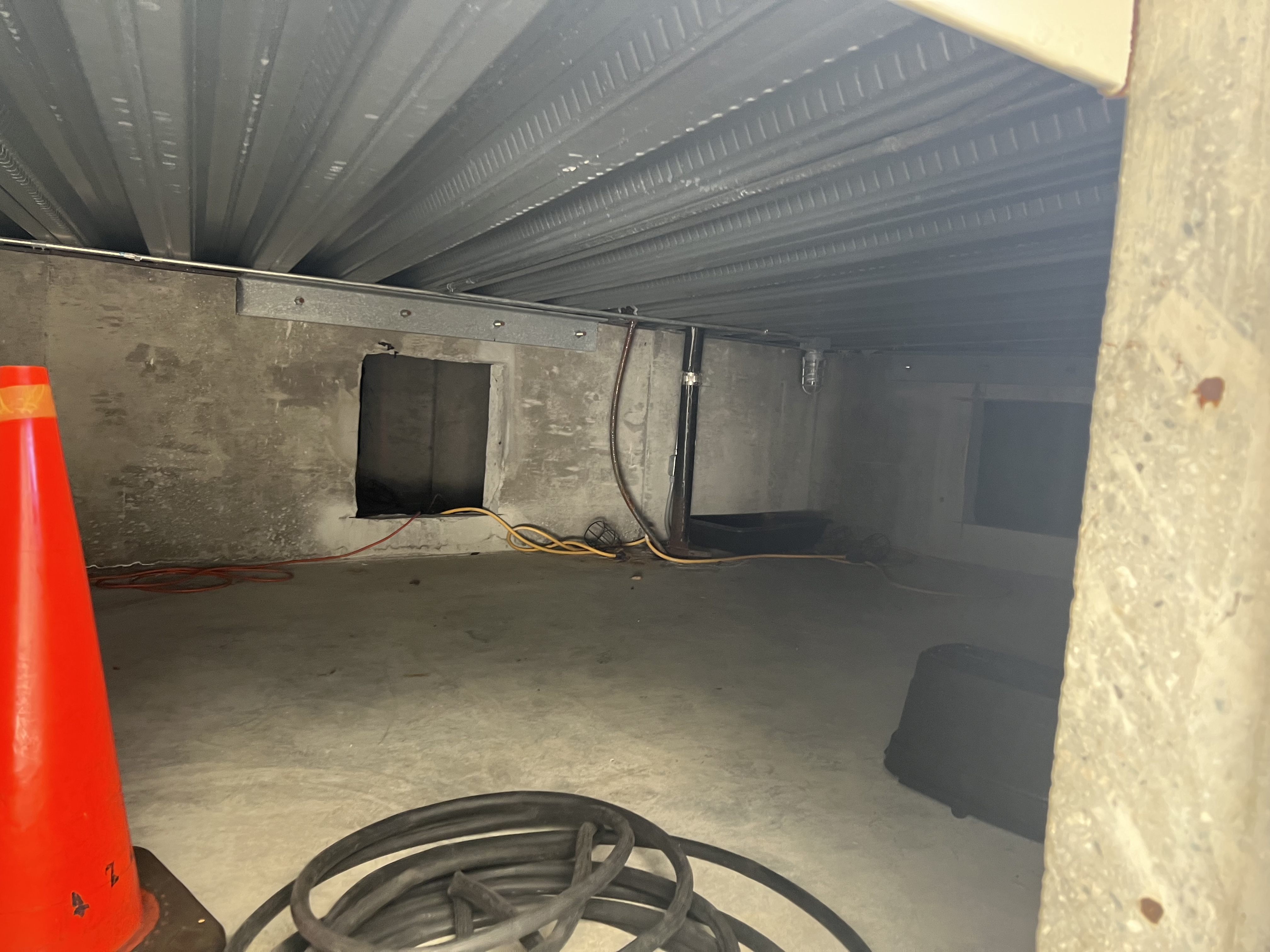
حيز زحف تحت حمام السباحة في مجمع سكني (كلفرنية)